# 덴트플라이쥐
덴트플라이쥐(학명: Otomys denti)는 설치류의 일종이다. 부룬디와 콩고민주공화국, 말라위, 탄자니아, 우간다, 잠비아에서 발견된다. 자연 서식지는 아열대 또는 열대 기후 지역의 습윤 저산대 숲과 고지대 관목 지대, 고지대 초원이다. 서식지 감소로 위협을 받고 있다.